# Gustav Lundborg
Gustav Gabriel Lundborg, född 8 juli 1974 i Uppsala domkyrkoförsamling, Uppsala län, är en svensk präst. Han är son till Peter Lundborg.

## Biografi
Gustav Lundborg prästvigdes 2002 för Växjö stift. Han har tidigare arbetat som kyrkoherde i Ålems församling och Förlösa-Kläckeberga församling samt som stiftsadjunkt. Lundborg blev 1 januari 2023 kontraktsprost i Kalmar-Ölands kontrakt och efterträder Peter Wänehag. Han blev 1 mars 2023 kyrkoherde i Kalmar pastorat.